# Пленённые провинции

Северные провинции Чили до 1929 года.

Путь разрешения конфликта.

Пленённые провинции (исп. provincias cautivas) — идеологема, которой в Перу обозначали три южных провинции, Тарата, Такна и Арика, захваченные Чили в ходе второй тихоокеанской войны.

## Предыстория
В соответствии с Анконским договором 1883 года, завершившим войну, эти территории отходили Чили сроком на десять лет, после чего их будущее должно было решиться в ходе плебисцита. В итоге он так никогда и не состоялся. В 1894 году, по истечении установленного срока, чилийские власти отказались от его проведения под тем предлогом, что Перу не в состоянии выплатить оговорённые 10 млн долларов отступных, если по результатам плебисцита территории отойдут Перу. Это вызвало долгие дипломатические переговоры: то одна, то другая сторона предлагали прибегнуть к третейскому суду, но в конце концов Чили просто отказалась от своих обязательств. Это, в свою очередь, привело к возникновению территориального спора между двумя государствами.

## Последующие события
В отличие от отдалённого департамента Тарапака, включение которого в состав Чили в 1883 году не имело серьёзных последствий, помимо экономических, переход Такны и Арики под контроль чилийцев вызвал в Перу волнения. Ситуацию обостряла проводимая чилийскими властями в присоединённых регионах «чилинизации», а также мощная античилийская пропаганда в Перу с призывом освободить оккупированные территории. Конфликт дважды приводил к разрыву дипломатических отношений между обеими странами в 1901 и 1910 годах.
В таких условиях правительство президента Перу Аугусто Легии не стеснялось называть спорный регион Такны и Арики высокопарным риторическим штампом «пленённые провинции».
1 сентября 1925 года провинция Тарата была возвращена Перу решением президента Соединённых Штатов Калвина Кулиджа в качестве арбитра. Наконец, на основе предложений Герберта Гувера 3 июня 1929 года в Лиме был подписан договор, предусматривавший переход территории Такны к Перу, а Арики — к Чили. Перу окончательно теряло Арику и Тарапаку. Вместе с обменом ратификационными грамотами Чили уплачивала Перу 6 млн долларов США. 28 августа 1929 года чилийские власти передали Перу территорию Такны. Этот день стал перуанским национальным праздником — шествием с флагом.
После подписания Лимского договора термин «пленённые провинции» стал выходить из употребления. Однако в период нахождения у власти военной хунты левого толка (1968—1980) во главе с Хуаном Веласко Альварадо это определение вновь стало использоваться для обозначения бывших ранее перуанскими территорий, сохраняющих чилийский контроль — регионов Тарапака, Арика-и-Паринакота.